# Río Tuerto
Río Tuerto är en ort i Mexiko.   Den ligger i kommunen Huautepec och delstaten Oaxaca, i den sydöstra delen av landet, 290 km sydost om huvudstaden Mexico City. Río Tuerto ligger 1 114 meter över havet och antalet invånare är 118.
Terrängen runt Río Tuerto är bergig söderut, men norrut är den kuperad. Runt Río Tuerto är det ganska glesbefolkat, med 36 invånare per kvadratkilometer. Närmaste större samhälle är Huautla de Jiménez, 6,7 km nordväst om Río Tuerto. I omgivningarna runt Río Tuerto växer i huvudsak städsegrön lövskog.